# Erioptera (Erioptera) rubripes
Erioptera (Erioptera) rubripes is een tweevleugelige uit de familie steltmuggen (Limoniidae). De soort komt voor in het Oriëntaals gebied.